# Hiperglikemia
Hiperglikemia – wzrost stężenia glukozy we krwi powyżej górnej granicy normy, której prawidłowe stężenie na czczo wynosi 3,9–5,5 mmol/l (70–99 mg/dl). Hiperglikemia stresowa związana z ostrymi stanami chorobowymi jest różnie definiowana, część autorów przyjmuje, że jest to stężenie glukozy przekraczające 200 mg/dl (11,1 mmol/l) bez wcześniejszej cukrzycy, a inni przyjmują stężenie glukozy przekraczające 140 mg/dl przy hemoglobinie glikowanej <6,5 mmol/l.

## Definicje stanów hiperglikemicznych
1. Stan przedcukrzycowy – jest to stan zwiększonego ryzyka wystąpienia cukrzycy, jest rozpoznawana w przypadku[6]:
  - nieprawidłowa glikemia na czczo (ang. impaired fasting glucose, IFG) – jest to glikemia na czczo w przedziale 5,6–6,9 mmol/l (100–125 mg/dl),
  - nieprawidłowa tolerancja glukozy (ang. impaired glucose toleration, IGT) – jest to glikemia w przedziale 7,8–11,0 mmol/l (140–199 mg/dl) w 120 minucie testu doustnego obciążenia glukozą.
2. Cukrzyca – rozpoznawana w następujących sytuacjach[6]:
  - przygodna glikemia ≥11,1 mmol/l (200 mg/dl) z typowymi objawami cukrzycy (wzmożone pragnienie, wielomocz, osłabienie),
  - dwukrotnie glikemia na czczo ≥7,0 mmol/l (≥126 mg/dl) w osobnych pomiarach z różnych dni,
  - glikemia ≥11,1 mmol/l (200 mg/dl) w 120 minucie testu doustnego obciążenia glukozą.

Preferuje się oznaczenie glikemii w osoczu krwi żylnej. Badanie wykonuje się po 8-14 godzin od ostatniego posiłku. Diagnostyki stanów hiperglikemicznych nie należy przeprowadzać w stanach ostrej fazy choroby, szczególnie w związku z sepsą, ostrym zespołem wieńcowym, udarem mózgu, poważnym urazem, operacją oraz głodzeniem.

## Przyczyny hiperglikemi

### Cukrzyca
Cukrzyca jest to grupa chorób metabolicznych o zróżnicowanej etiologii charakteryzująca się przewlekłą hiperglikemią wynikającą z zaburzenia wydzielania insuliny.

### Ostre choroby (hiperglikemia stresowa)
W niektórych ciężkich i ostrych stanach dochodzi do odpowiedzi neurohormonalnej w której biorą udział katecholaminy, kortyzol, glukagon, hormon wzrostu. Dochodzi do nasilenia glukoneogenezy, glikogenolizy i rozwoju przejściowej insulinooporności w wyniku działania antagonistycznych substancji do insuliny i spadku odpowiedzi organizmu na jej działanie i w konsekwencji do rozwoju hiperglikemii. Kaskada mediatorów zapalnych, w tym TNF-α, IL-1, IL-6 nasilają oporność tkanek na działanie insuliny. W przypadku wcześniej istniejącej cukrzycy dalsze nasilenie insulinooporności może nasilać cukrzycę.
Hiperglikemia stresowa jest związana z sepsą, ostrymi zespołami wieńcowymi i interwencjami kardiochirurgicznymi udarem mózgu i innymi poważnymi ostrymi chorobami. Towarzyszy ona około 15-30% krytycznie chorym. Hiperglikemia stresowa pogarsza rokowanie chorych na ostre zespoły wieńcowe i udar.

## Klasyfikacja ICD10
| kod ICD10     | nazwa choroby                        |
| ------------- | ------------------------------------ |
| ICD-10: R73   | Podwyższone stężenie glukozy we krwi |
| ICD-10: R73.9 | Hiperglikemia, nieokreślona          |